# Хоро (Верхневилюйский улус)
Хоро́ — село в Верхневилюйском улусе (районе) Республики Саха (Якутии).

## География
Расположено на левом берегу реки Вилюй, в 12 километрах от Верхневилюйска и в 75 км к западу от Вилюйска.

## История
По преданию поселение основали племена хоринцев (предположительно монголоязычных племён), спасавшихся от притеснений якутов с бассейна Лены. Впервые в письменных источниках упоминается в связи с присоединением Якутии к Российской империи. В 1634 году на месте впадения реки Тюкэн в реку Вилюй русские (мангазейские) казаки под предводительством Воина Шахова поставили зимовье, которое служило административным центром несколько десятилетий, до его перенесения в местность Ёлённёх (якут. Өлөҥнөөх) на 45 км ниже по течению Вилюя и основания острога Оленска (по некоторым данным примерно в 1773 году). Этот острог ныне считается родоначальником современного города Вилюйска.
До Великой Отечественной войны на территории нынешнего наслега было 4 колхоза. В 1941—1945 годах из этих колхозов на фронт ушло 127 человек. Из них 69 человек (более половины) не вернулось.
Село в нынешнем виде и на нынешнем месте (названо было по названию местности Булгунняхтах) было образовано в 1952 году из жителей 4 поселений-колхозов: Тымпы (Тыымпы), II Хоро, Сэнэби (Сээҥээби), Асыкай (Аһыкай). В том же году колхозы «Тыымпы», «Октябрь кыайыыта», «Пятилетка геройа», «Кыһыл Бэрэ», «Саҥа үүнүү», «Трактор», «Кыһыл үүнүү», «Оҥхой» были объединены в один колхоз имени Максима Горького. Хоринский наслег стал центральной усадьбой колхоза, а позднее, в 1968 году, совхоза «Верхневилюйского», объединившего 10 наслегов Верхневилюйского района, расположенных на левом берегу Вилюя. Были построены больница, детский сад, клуб, школа, здание АТС. Посевные площади составляли более 1000 гектаров.
В настоящее время в посёлке работают больница на 15 коек, детский сад на 55 мест, клуб, школа на 395 мест, почта, сберкасса, отделение милиции, ветеринарный участок, лесхоз, отделение потребительского общества «Холбос», нефтехранилище с автозаправочной станцией. Функционирует сельскохозяйственные организации: ООО «Хоро» (правопреемник совхоза), крестьянские хозяйства, а также личные подсобные хозяйства (всего в селе в 2000 году содержалось 1039 голов крупного рогатого скота, 487 лошадей, 13 свиней).
Постановлением Палаты Республики Государственного Собрания (Ил Тумэн) Республики Саха (Якутия) от 28 октября 1999 года № 158-II село Булгунняхтах Хоринского наслега (сельского округа) Верхневилюйского улуса (района) переименовано в с. Хоро. Переименование утверждено Постановлением Правительства Российской Федерации от 14 января 2003 года № 14.

## Население
| 2000  | 2002  | 2010  | 2012  | 2013  | 2014  | 2015  | 2016  | 2017  |
| ----- | ----- | ----- | ----- | ----- | ----- | ----- | ----- | ----- |
| 1262  | ↘1131 | ↗1221 | ↘1218 | ↘1201 | ↘1193 | ↘1185 | ↘1163 | ↗1170 |
| 2018  | 2019  | 2020  | 2021  |       |       |       |       |       |
| ↗1186 | ↘1184 | ↗1215 | ↘1214 |       |       |       |       |       |